# Randall Woolf
Randall Woolf (* 23. srpna 1959) je americký hudební skladatel. Studoval skladatelskou činnost u skladatelů Josepha Maneriho a Davida Del Trediciho na Harvardově univerzitě. V roce 1997 složil hudbu k baletu Where the Wild Things Are a v roce 1999 získal grant Guggenheim Fellowship. Jeho skladby hráli například Todd Reynolds, Jennifer Choi nebo Kathleen Supové; poslední jmenovaná je jeho manželkou.

## Spolupráce sJohnem Calem
Během své kariéry několikrát spolupracoval s velšským hudebníkem a skladatelem Johnem Calem. Napsal aranžmá pro soundtracky k filmům s jeho hudbou Americké psycho (2000), Saint-Cyr (2000) a Y Mabinogi (2003). Později se postaral o aranžmá jeho písní z alba Paris 1919 (1973) do orchestrální podoby, aby je Cale mohl hrát s orchestrem (poprvé v roce 2009). V roce 2013 pak napsal aranžmá pro smyčcový kvartet pro koncertní představení Caleova alba Music for a New Society (1982). Dále napsal smyčcová aranžmá pro řadu dalších Caleových jednorázových koncertů (například pro pařížské představení alba The Velvet Underground & Nico v dubnu 2016). Rovněž napsal aranžmá pro smyčce na album Undrentide (2000) hudebního uskupení Mediæval Bæbes, jehož byl Cale producentem.